# どこかで君の声が聴こえてくる
「どこかで君の声が聴こえてくる」（どこかできみのこえがきこえてくる）は元BLIZARDの水野松也がEDGE(エッジ)名義でリリースした唯一のシングル。

## 内容
BLIZARD時代では、ヘヴィメタル・ミュージシャンに近い声で歌ったが、ソロでは、渋めの声で歌ってレコーディングをした楽曲で、唯一の非自作曲。テレビ東京系「お助け同心が行く!」主題歌。なお、レコーディングスタジオに関しては、「STUDIO BIRDMAN」「T's STUDIO」「LITTLE BACH」などを何箇所かで行ったり来たりしていた。

## 収録曲
1. どこかで君の声が聴こえてくる
作詞:小田佳奈子 作曲:多々納好夫 編曲:葉山たけし
2. もっとうまく愛を奪いたい
作詞:小田佳奈子 作曲:水野松也 編曲:葉山たけし
3. どこかで君の声が聴こえてくる(inst.)
4. もっとうまく愛を奪いたい(inst.)

## 参加ミュージシャン
- 葉山たけし - ギター、ベース
- 倉田冬樹(FEEL SO BAD) - ギター
- 生沢佑一(TWINZER) - コーラス
- 古川真一 - コーラス